# Towarzystwo Szwedzko-Polskie
Towarzystwo Szwedzko-Polskie – organizacja polonijna działająca w Szwecji od 1926 roku.

## Historia
W celu przygotowania po raz pierwszy na terenie Szwecji oficjalnych obchodów 3 maja w kwietniu 1924 roku powstał Szwedzko-Polski Komitet dla Obchodów Święta Narodowego 3 Maja 1924 r. (SvenskPolsk Kommitté för Firande av Nationaldagen den 3 Maj 1924) z dr Antonem Nyströmem jako przewodniczącym. Prezydentem został ówczesny minister handlu Nils Wohlin. Na obchody przybyło ponad 500 osób w tym przedstawiciele szwedzkiego rządu z premierem Hjalmarem Brantingem, korpus dyplomatyczny, szwedzcy naukowcy, a wystąpiła Stanisława Argasińska-Choynowska.
W listopadzie 1924 roku podczas spotkanie Komitetu postanowiono utworzyć Towarzystwo Szwedzko-Polskie. Powstało ono w Sztokholmie 19 lutego 1926 roku. Pierwszym prezesem został Nils Wohlin, prezesem honorowym Alfred Wysocki, a w skład zarządu weszli: Anders Lindstedt, Helge Norlander, Anton Nyström, Gustaf Kobb, Torsten Kreuger i Zygmunt Brodaty.
W maju 1939 roku zanotowano 155 członków wśród których sporą część stanowili Polacy. Najbardziej znani to: ambasador Alfred Wysocki czy działacz polonijny Zygmunt Brodaty. Wśród Szwedów należących do Towarzystwa znalazło się sporo osób zaliczanych do elity. Między innymi: Marika Stiernstedt, Anton Nyström, Karl-Gustav Fellenius, Nils Wohlin, Gösta Klemming, Erik Nylander, Torsten Kreuger, Sten Dahlgren, Anders Lindstedt, Gustaf Bolinder, Nils Gellerstedt, Gustaf Kobb, Erik Stjernstedt, Helge Norlander, płk Axel von Arbin.
Towarzystwo organizowało w Szwecji obchody polskich świat narodowych: 3 Maja i 11 listopada, wieczorki podczas których prezentowano muzykę polskich kompozytorów, bankiety na które zapraszano gości nie tylko ze Szwecji, ale również z Polski. Podczas obchodów świąt narodowych występowali: Ewa Bandrowska-Turska, primadonna warszawskiej opery Adelina Czapska, Jadwiga Dębicka, szwedzki śpiewak operowy Gunnar Grip, wiolonczelista Patrik Vretbland czy Elna Gistedt.
Towarzystwo nawiązało ścisłą współpracę z Svensk-Polska Handelskammare (Szwedzko-Polską Izbą Handlową) oraz z Towarzystwami Polsko-Szwedzkimi działającymi na terenie Polski (w Warszawie, Krakowie, Łodzi i Gdyni).
Towarzystwo posiadało własną bibliotekę w której gromadziło przekłady polskiej literatury na język szwedzki oraz  tłumaczenia w języku francuskim i niemieckim. Wspierało przekłady polskiej literatury na język szwedzki.
W ramach współpracy z Uniwersytetem Jagiellońskim opłacało lektorat języka szwedzkiego (od października 1932 roku), a w roku akademickim 1934/1935 na Uniwersytecie Poznańskim. W 1932 roku Towarzystwo przekazało bibliotece UJ 800 woluminów literatury w języku szwedzkim, a Uniwersytetu Poznańskiego 419 tomów dzieł w języku szwedzkim i kilkadziesiąt numerów czasopism.
Pod koniec II wojny światowej Jerzy Pański, członek Związku Patriotów Polskich podporządkował sobie sobie Towarzystwo, a po wojnie wraz z pracownikami Misji Repatriacyjnej i urzędnikami poselstwa i konsulatu władze PRL-owskie próbowały wykorzystać je do propagandy prokomunistycznej. Organizowano pod jego szyldem obchody Święta 22 lipca, wystawy, festiwale filmowe, a nawet wycieczki do Polski dla członków Towarzystwa.
W 2001 roku liczyło 811 członków zgrupowanych w czterech regionalnych oddziałach.

## Czasopismo
Towarzystwo od 1931 roku wydawało własne pismo Meddelanden från Svensk-Polska Föreningen (Wiadomości Towarzystwa Szwedzko-Polskiego), które początkowo ukazywało się nieregularnie, by w 1937 roku stać się miesięcznikiem.